# Hydryphantes tenuabilis
Hydryphantes tenuabilis är en kvalsterart som beskrevs av Marshall 1926. Hydryphantes tenuabilis ingår i släktet Hydryphantes och familjen Hydryphantidae. Inga underarter finns listade i Catalogue of Life.